# Буор-Юрях (нижний приток Индигирки)
Буо́р-Юря́х — река в Абыйском улусе Якутии, правый приток Индигирки. Длина реки — 150 км (от истока Чукчи — 337 км). Площадь водосборного бассейна — 7960 км².
Образуется слиянием рек Чукча и Саканья в южной части  Абыйской низменности, на высоте более 32 м над уровнем моря. Течёт преимущественно в северном и северо-восточном направлении по болотистой лесотундре. В бассейне большое число некрупных озёр, очень активно меандрирует. Впадает в протоку Бурчатную Индигирки по правому берегу на отметке 22 м над уровнем моря, в 615 км от устья Индигирки, выше впадения Бадярихи. Ширина перед устьем — 95 м при глубине 2 м; скорость течения в низовьях составляет 0,3 м/с. 
Населённые пункты на реке отсутствуют. Замерзает с октября по май — начало июня.

## Основные притоки
Указаны поименованные притоки длиной 30 км и более.
| Название | Расстояние от устья | Длина | Положение |
| -------- | ------------------- | ----- | --------- |
| Бёгёлёх  | 81                  | 273   | правый    |
| Метис    | 117                 | 261   | правый    |
| Чукча    | 150                 | 187   | левый     |
| Саканья  | 150                 | 171   | правый    |

## Данные водного реестра
По данным государственного водного реестра России и геоинформационной системы водохозяйственного районирования территории РФ, подготовленной Федеральным агентством водных ресурсов:
- Бассейновый округ — Ленский
- Речной бассейн — Индигирка
- Речной подбассейн — нет
- Водохозяйственный участок — Индигирка от впадения Момы до водомерного поста Белая Гора
- Код водного объекта — 18050000312117700059992